# Jaribaan
Jaribaan (arab. جاريبان) – miasto w północno-środkowej Somalii (Puntland); w regionie Mudug; 6 341 mieszkańców (2005). Jest stolicą okręgu Jaribaan.